# Élections fédérales canadiennes de 1904
 (février 2021).
Si vous disposez d'ouvrages ou d'articles de référence ou si vous connaissez des sites web de qualité traitant du thème abordé ici, merci de compléter l'article en donnant les références utiles à sa vérifiabilité et en les liant à la section « Notes et références ».
L'élection fédérale canadienne de 1904, soit la dixième élection générale depuis la confédération canadienne de 1867, se déroule le 3 novembre 1904 dans le but d'élire les députés de la 10e  législature à la Chambre des communes du Canada. Wilfrid Laurier et son Parti libéral du Canada sont reconduits au pouvoir pour un troisième mandat avec une plus grande majorité et plus de la moitié des suffrages à l'échelle nationale.
Les conservateurs de Robert Borden sont incapables d'affaiblir les libéraux de manière efficace et perdent une partie des suffrages recueillis lors de l'élection précédente, ainsi que quatre sièges.

## Résultats

### Dans le pays
|                                                                                 |                          |                          |                |        |        |         |           |         |         |
| Parti                                                                           | Parti                    | Chef                     | # de candidats | Sièges | Sièges | Sièges  | Voix      | Voix    | Voix    |
| Parti                                                                           | Parti                    | Chef                     | # de candidats | 1900   | Élus   | Diff.   | #         | %       | Diff.   |
|                                                                                 | Libéral                  | Wilfrid Laurier          | 208            | 128    | 137    | +7,0 %  | 521 041   | 50,88 % | +0,63 % |
|                                                                                 | Conservateur             | Robert Laird Borden      | 199            | 69     | 70     | +1,4 %  | 454 693   | 44,40 % | +1,18 % |
|                                                                                 | Libéral-conservateur     | Robert Laird Borden      | 6              | 10     | 5      | -50,0 % | 15 737    | 1,54 %  | -1,34 % |
|                                                                                 | Indépendant              | Indépendant              | 6              | 3      | 1      | -66,7 % | 10 205    | 1,45 %  | -0,40 % |
|                                                                                 | Conservateur indépendant | Conservateur indépendant | 2              | 1      | 1      | -       | 5 039     | 0,49 %  | -0,57 % |
|                                                                                 | Inconnu                  | Inconnu                  | 13             | -      | -      | -       | 11 659    | 1,14 %  | +1,14 % |
|                                                                                 | Travailliste             |                          | 2              | -      | -      | -       | 2 159     | 0,21 %  | -0,10 % |
|                                                                                 | Socialiste               |                          | 3              | *      | -      | *       | 1 794     | 0,18 %  | *       |
|                                                                                 | Nationaliste             |                          | 1              | *      | -      | *       | 1 429     | 0,14 %  | *       |
|                                                                                 | Libéral indépendant      | Libéral indépendant      | 3              | 1      | -      | -100 %  | 309       | 0,03 %  | -0,48 % |
| Total                                                                           | Total                    | Total                    | 443            | 213    | 214    | +0,5 %  | 1 024 065 | 100 %   |         |
| Sources : http://www.elections.ca — Historique des circonscriptions depuis 1867 |                          |                          |                |        |        |         |           |         |         |

Note :
- * : n'a pas présenté de candidats lors de l'élection précédente.

### Par province
| Parti                                 | Parti                    | Parti        | C-B  | TNO  | MB   | ON   | QC   | N-B  | N-É  | ÎPE  | YK   | Total |
| ------------------------------------- | ------------------------ | ------------ | ---- | ---- | ---- | ---- | ---- | ---- | ---- | ---- | ---- | ----- |
|                                       | Libéral                  | Sièges :     | 7    | 7    | 7    | 37   | 53   | 7    | 18   | 1    | -    | 137   |
|                                       | Libéral                  | Voix (%) :   | 49,5 | 58,4 | 49,7 | 47,5 | 55,1 | 51,0 | 52,9 | 49,1 | 41,4 | 50,9  |
|                                       | Conservateur             | Sièges :     | -    | 2    | 3    | 44   | 12   | 5    | -    | 3    | 1    | 70    |
|                                       | Conservateur             | Voix (%) :   | 38,8 | 37,8 | 41,8 | 46,3 | 43,0 | 42,0 | 44,5 | 50,9 | 58,6 | 44,4  |
|                                       | Libéral-conservateur     | Sièges :     |      | 1    |      | 3    |      | 1    |      |      |      | 5     |
|                                       | Libéral-conservateur     | Voix (%) :   |      | 3,8  |      | 2,1  |      | 6,8  |      |      |      | 1,5   |
|                                       | Indépendant              | Sièges :     |      | -    | -    | 1    | -    |      | -    |      |      | 1     |
|                                       | Indépendant              | Voix (%) :   |      | xx   | 5,8  | 0,6  | 1,3  |      | 1,6  |      |      | 1,0   |
|                                       | Conservateur indépendant | Sièges :     |      |      |      | 1    |      |      |      |      |      | 1     |
|                                       | Conservateur indépendant | Voix (%) :   |      |      |      |      | 1,2  |      |      |      |      | 0,5   |
| Total sièges                          | Total sièges             | Total sièges | 7    | 10   | 10   | 86   | 65   | 13   | 18   | 4    | 1    | 214   |
| Partis n'ayant remporté aucun siège : |                          |              |      |      |      |      |      |      |      |      |      |       |
|                                       | Inconnu                  | Voix (%) :   | 4,6  |      |      | 2,4  | xx   |      |      |      |      | 1,1   |
|                                       | Travailliste             | Voix (%) :   |      |      | 2,7  |      |      |      | 0,8  |      |      | 0,2   |
|                                       | Socialiste               | Voix (%) :   | 7,1  |      |      |      |      |      |      |      |      | 0,2   |
|                                       | Nationaliste             | Voix (%) :   |      |      |      |      | 0,6  |      |      |      |      | 0,5   |
|                                       | Libéral indépendant      | Voix (%) :   |      |      |      | xx   |      | 0,2  | 0,1  |      |      | xx    |

Note :
- xx : moins de 0,05 % des voix